# Zona Universitària (metropolitana di Barcellona)
Zona Universitària è una stazione della linea 3 e della linea L9 Sud della metropolitana di Barcellona.
La stazione è situata sotto la Avinguda Diagonal, tra il Carrer González Tablas e la Avinguda Doctor Marañón, nel distretto di Les Corts di Barcellona.
La stazione fu inaugurata nel 1975 con il nome di Ciudad Universitaria; nel 1982 con la riorganizzazione delle linee la stazione assunse l'attuale denominazione di Zona Universitaria. Sin dalla sua apertura è capolinea della L3, anche se nei primi anni era una stazione della Linea IIIB; all'epoca a causa di una differenza di tensione elettrica non era possibile il passaggio di più linee per questa stazione.
Nel 2004 è stata inaugurata poco lontano una stazione della linea Trambaix che porta lo stesso nome di Zona Universitària, le due stazioni però non sono direttamente collegate tra di loro.
Dal 12 febbraio 2016 è entrata in servizio la nuova parte della stazione che ospita la fermata delle linee L9 Sud e, in futuro, della L10. La stazione, di tipo a pozzo con un diametro di 32 metri, si trova a 60 metri di profondità. Le banchine dei marciapiedi hanno una lunghezza di 100 metri.

## Accessi
- Facultat d'Econòmiques (2 accessi)
- Av. Doctor Marañón (2 accessi)